# توماس جونز (مبشر)
توماس جونز (بالإنجليزية: Thomas Jones)‏ (ولد عام 1810 – 1849 م) هو مبشر من المملكة المتحدة لبريطانيا العظمى وأيرلندا، وويلز، توفي عن عمر يناهز 39 عاماً، بسبب ملاريا.